# Свобода (Ходзезький повіт)
Свобода (пол. Swoboda, нім. Freirode) — село в Польщі, у гміні Шамоцин Ходзезького повіту Великопольського воєводства.
Населення — 246 осіб (2011).
У 1975-1998 роках село належало до Пільського воєводства.

## Демографія
Демографічна структура станом на 31 березня 2011 року:
|          | Загалом | Допрацездатний вік | Працездатний вік | Постпрацездатний вік |
| -------- | ------- | ------------------ | ---------------- | -------------------- |
| Чоловіки | 130     | 37                 | 88               | 5                    |
| Жінки    | 116     | 33                 | 67               | 16                   |
| Разом    | 246     | 70                 | 155              | 21                   |